# Univira
Univira ist die lateinische Bezeichnung für eine Frau, die nur einmal verheiratet war.
Im Römischen Reich war die Trennung einer Ehe in der frühen römischen Republik zwar meist nur durch den Tod möglich, galt aber in der Kaiserzeit als problemlos.
Eine „Univira“ zu sein, galt als besonders rühmlich und wurde auch in Grabinschriften hervorgehoben.